# لندروور فری‌لندر
لندروور فری‌لندر (Land Rover Freelander) خودرویی است که از سال ۱۹۹۷ تا ۲۰۱۵ تولید شده‌است. طراحی آن موتور جلو، خودرو چهار چرخ محرک بوده است.